# Juliana von Norwich

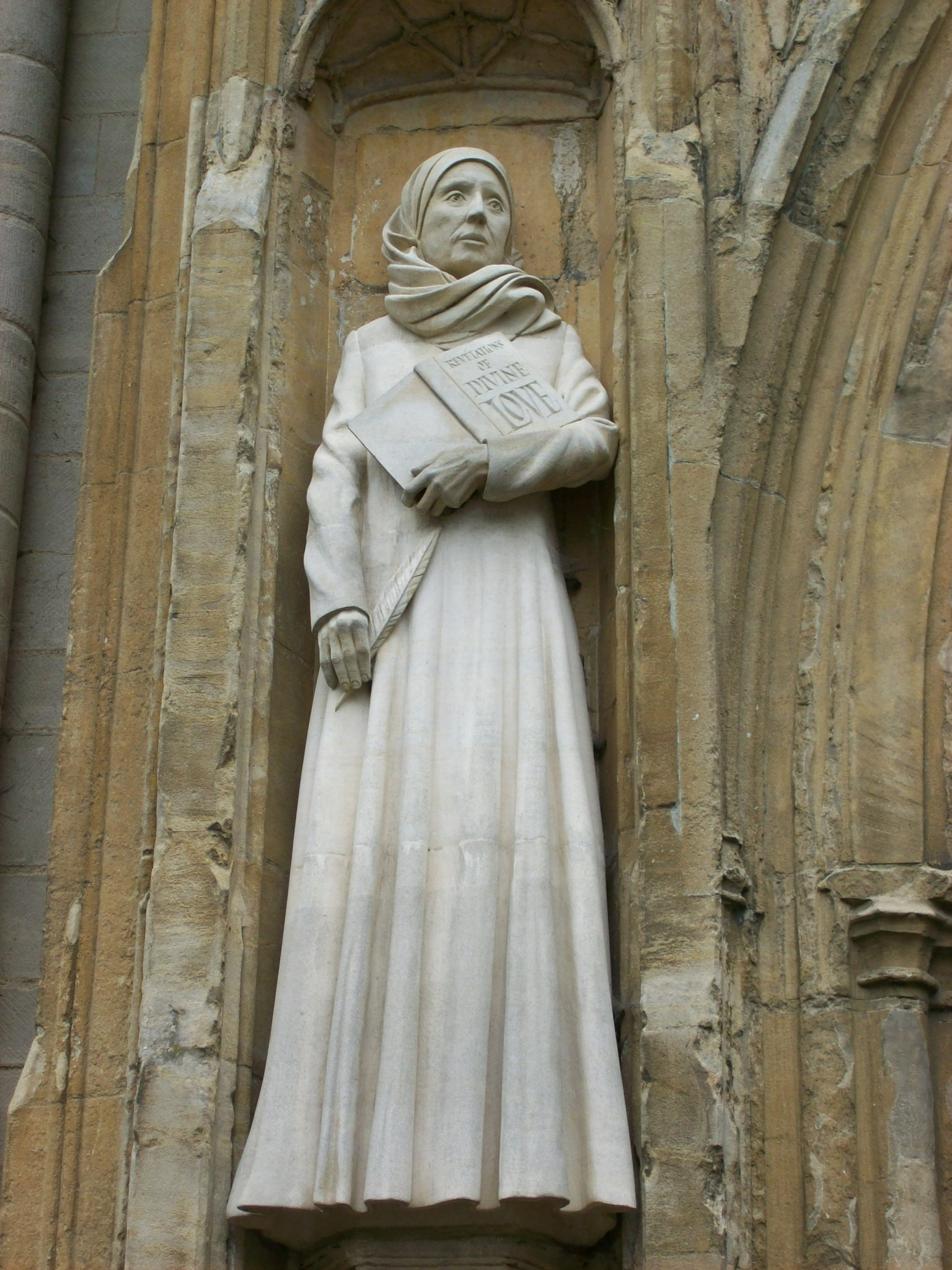
Statue der Juliana von Norwich von David Holgate, Kathedrale von Norwich

Juliana von Norwich, englisch Julian of Norwich (* um 1342 in England; † nach 1413 in Norwich), war eine englische Mystikerin.

## Leben
Juliana von Norwich war eine Reklusin. Mit 30 Jahren erkrankte sie schwer und beschloss, ihr weiteres Leben in einer Zelle wahrscheinlich in der Kirche St. Julian in Norwich zu verbringen. Während ihrer Erkrankung 1373 empfing sie 16 mystische Eröffnungen über das Leben Jesu Christi und die Heilige Dreifaltigkeit. Zwanzig Jahre später berichtete sie davon in ihrem Buch Die Offenbarungen der göttlichen Liebe (Revelations of Divine Love), dem ältesten englischsprachigen Buch einer Frau.
Wichtigste Quelle über ihre Herkunft und ihre Lebensumstände sind die Angaben, die in den Revelations of Divine Love gemacht werden. Ihre Schriften lassen auf fundierte biblische und auch theologische Kenntnisse schließen. Ihre Offenbarungen sind in zwei Fassungen niedergeschrieben worden: Eine kürzere Niederschrift wird gemeinhin früher datiert und enthält noch viele biographische Details und Angaben, während die spätere, zweite Niederschrift theologisch durchgearbeitet wurde. In dieser zweiten Schrift wird alles auf Gottes Heilswillen gegenüber allen Menschen hin ausgerichtet.
Juliana soll sich eine Katze gehalten haben, um Ratten zu verjagen. Heute verehren manche sie als Urbild der exzentrischen Cat Lady.
Aus den Offenbarungen stammt auch ihr wohl berühmtester Satz, der in den Zitatenschatz nicht nur englischsprachiger Kulturen eingegangen ist:

„All shall be well and all shall be well and all manner of thing shall be well.“

„Alles wird gut sein und alle werden gut sein, und aller Art Dinge wird gut sein.“

## Ausgaben
- The Shewings of Julian of Norwich, hrsg. von Georgia Crampton. (Kalamazoo, MI: Western Michigan University, 1994),
- Julian of Norwich: A Revelation of Love Hrsg. von Marion Glasscoe. 1976.
- Julian of Norwich’s Revelations of Divine Love. the shorter version. Hrsg. von Francis Beer. 1978 (Middle English Texts 8).
- Otto Karrer: Juliana von Norwich, Offenbarungen der göttlichen Liebe. F. Schöningh 1926.
- Ellen Sommer von Seckendorff: Eine Offenbarung göttlicher Liebe: Kürzere Fassung der 16 Offenbarungen der göttlichen Liebe. Herder 1960.
- Elisabeth Strakosch: Lady Julian of Norwich, Offenbarungen von göttlicher Liebe. In der ursprünglichen Fassung zum erstenmal übersetzt. Einsiedeln, Johannes Verlag 1960, 8. Auflage 2018, 99 S., ISBN 978 3 89411 152 6.

## Gedenktage
- evangelisch: 8. Mai im Kalender der Evangelisch-Lutherischen Kirche in Amerika[2]
- anglikanisch: 8. Mai[3]
- römisch-katholisch: 13. Mai
- alt-katholisch: 8. Mai

## Belege
1. ↑  „Femina:“ Was wir von den Frauen im Mittelalter lernen können - WELT. Abgerufen am 5. März 2023.
2. ↑  Gail Ramshaw: More Days for Praise: Festivals and Commemorations in Evangelical Lutheran Worship. Augsburg Fortress 2016, S. 106.
3. ↑  Lesser Festivals. The Church of England, 2008, abgerufen am 1. Dezember 2024 (englisch).

| Personendaten    | Personendaten       |
| ---------------- | ------------------- |
| NAME             | Juliana von Norwich |
| ALTERNATIVNAMEN  | Julian of Norwich   |
| KURZBESCHREIBUNG | Nonne               |
| GEBURTSDATUM     | um 1342             |
| STERBEDATUM      | nach 1413           |